# Sphodromantis gastrica
Sphodromantis gastrica (лат.) — вид насекомых из семейства настоящих богомолов. Вид ранее классифицировался как Hierodula bicarinata.

## Описание
Ярко-зелёные богомолы, достигающие длины тела 65—75 мм. Охотятся за любой добычей подходящего размера — ползающими и летающими насекомыми.

## Ареал и среда обитания
Ареал включает территоририю Южной Африки (Намибия, Ботсвана, Зимбабве, Замбия, Демократическая Республика Конго) и Восточной Африки.
Обитает в полупустынях и степях.

## Содержание в неволе
Представителей вида Sphodromantis gastrica часто содержат в неволе из-за их яркой зелёной окраски. Необходимыми условиями содержания является: температурный режим +22…+30 °C и влажность 50 %.